# Mesosa griseiventris
Mesosa griseiventris là một loài bọ cánh cứng trong họ Cerambycidae.